# 米夏埃尔·拉梅克
米夏埃尔·拉梅克（德語：Michael Lameck，1949年9月15日—）是一名德国前足球运动员，曾在1972年至1988年期间代表波鸿上阵518场，并取得37个进球，为德甲历史上参赛场次最多的球员之一（名列第九）。